# Port Craig Tramway
| Die Lokomotive Ar Nr. 115 von A. & G. Price |                   |                                                    |                                                    |
| Heutiger Wanderweg entlang des alten Streckenverlaufs |                   |                                                    |                                                    |
| Streckenlänge: | 14,6 km + 9,8 km  |                                                    |                                                    |
| Spurweite: | 1067 mm (Kapspur) |                                                    |                                                    |
| Maximale Neigung: | 33 ‰              |                                                    |                                                    |
| |                   |                                                    |                                                    |
| \| \| 0,0 \| Port Craig Mill \| Port Craig Mill \| \| \| 7,0 \| Sand-Hill-Viadukt (Länge: 59 m, Höhe: 17 m) \| Sand-Hill-Viadukt (Länge: 59 m, Höhe: 17 m) \| \| \| 7,8 \| Percy-Burn-Viadukt (Länge: 125,2 m, Höhe: 36 m) \| Percy-Burn-Viadukt (Länge: 125,2 m, Höhe: 36 m) \| \| \| \| Edwin-Burn-Viadukt (Länge: 50 m, Höhe: 22 m) \| \| \| \| \| Francis-Burn-Viadukt (Länge: 51,5 m, Höhe: 14,6 m) \| \| \| \| 14,6 \| Wairaurāhiri River \| Wairaurāhiri River \| |                   |                                                    |                                                    |
| Kopfbahnhof Streckenanfang (Strecke außer Betrieb) | 0,0               | Port Craig Mill                                    | Port Craig Mill                                    |
| Brücke über Wasserlauf (Strecke außer Betrieb) | 7,0               | Sand-Hill-Viadukt (Länge: 59 m, Höhe: 17 m)        | Sand-Hill-Viadukt (Länge: 59 m, Höhe: 17 m)        |
| Brücke über Wasserlauf (Strecke außer Betrieb) | 7,8               | Percy-Burn-Viadukt (Länge: 125,2 m, Höhe: 36 m)    | Percy-Burn-Viadukt (Länge: 125,2 m, Höhe: 36 m)    |
| Brücke über Wasserlauf (Strecke außer Betrieb) |                   | Edwin-Burn-Viadukt (Länge: 50 m, Höhe: 22 m)       | Edwin-Burn-Viadukt (Länge: 50 m, Höhe: 22 m)       |
| Brücke über Wasserlauf (Strecke außer Betrieb) |                   | Francis-Burn-Viadukt (Länge: 51,5 m, Höhe: 14,6 m) | Francis-Burn-Viadukt (Länge: 51,5 m, Höhe: 14,6 m) |
| | 14,6              | Wairaurāhiri River                                 | Wairaurāhiri River                                 |

Die Port Craig Tramway war eine insgesamt 24,4 Kilometer lange, von 1917 bis 1928 betriebene, private Waldeisenbahn mit einer Spurweite von 1067 mm (3 Fuß 6 Zoll) bei Port Craig in Neuseeland.

## Lage

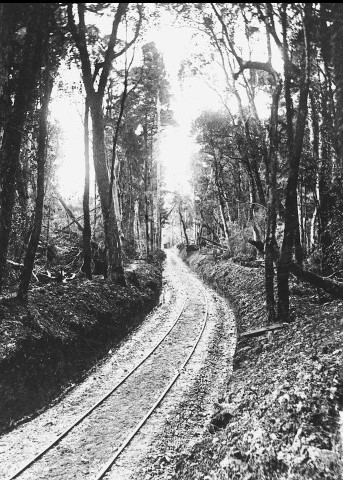
Oberbau der neuverlegten Waldbahn

Die 14,6 km lange Hauptstrecke verlief von Port Craig in südlicher Richtung parallel zur Küste bis zum Wairaurāhiri River. Außerdem gab es insgesamt 9,8 km lange Abzweigungen. Die Hauptstrecke wurde mit einer maximalen Steigung von 33 ‰ (1 in 29,5) und tiefen Einschnitten und hohen Brücken sehr viel aufwendiger gebaut als vergleichbare Waldbahnen.
Es gab vier um 1925 errichtete, große Holzviadukte. Das Percy-Burn-Viadukt, ist 125 m lang und 36 m hoch und wurde für den Transport der aus Amerika importierten 80 Tonnen schweren Lidgerwood-Dampfseilwinde und für beladene Langholzzüge ausgelegt. Beim Bau wurde unter anderem australisches Hartholz eingesetzt, weil es eine höhere Festigkeit und Haltbarkeit als einheimische Hölzern aus Neuseeland hat. Die Stützen des Sand-Hill-Viadukt bestehen aus runden Hartholzstämmen, wobei auch das wenig dauerhafte Splintholz eingebaut wurde. Die anderen Viadukte sind alle aus gesägten Kanthölzern gebaut, bei denen das Splintholz entfernt wurde.
Die vier Viadukte sind die größten erhaltenen Waldbahnviadukte in Neuseeland. Sie stehen unter Denkmalschutz und sind in einem renovierungsbedürftigen Zustand erhalten.

## Geschichte

### Bau

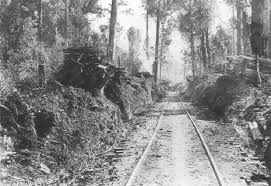
Ein wohl anfangs auch von Pferdebahnen benutzter Streckenabschnitt

Der Bau der Waldbahn wurde 1917 begonnen. Sie war 1921 bereits mehr als 1,5 km lang, und wurde 1925 verlängert.
Die Schrauben der Holzbrücken wurden vor Ort in der Schmiede von Port Craig hergestellt. Der Schmied fertigte jeden Morgen ein Los von 200 Bolzen aus doppelt so langen Rundstangen, indem er beidseitig einen Kopf schmiedete. Diese wurden anschließend mit einem Vorschlaghammer und einem kalten Meißel in zwei Teile gespaltet. Der Lehrer der im Camp gelegenen Werksschule kam nach Unterrichtsende jeweils nachmittags in die Schmiede, um  die Gewinde zu schneiden. Der Qualitätsanspruch war hoch: Jeder Bolzen, der mehr als 1 Zoll (25 mm) zu lang war, wurde reklamiert.
Das Sand-Hill-Viadukt wurde um 1924 in Betrieb genommen. Das größere Percy-Burn-Viadukt wurde um 1925 fertiggestellt, woraufhin die Chester Construction Company Konkurs ging. Das dritte und vierte Viadukt sind wohl schon spätestens 1926 in Betrieb genommen worden. Die Sand Hill, Edwin Burn und Francis Burn Viadukte wurden von Jim Kane, einem ehemaligen Brückenbauer der NZ Railways, und einem Team von Mitarbeitern des Unternehmens gebaut.
Die Lidgerwood-Dampfseilwinde wurde 1926 aufgrund eines technischen Versagens des Kessels außer Betrieb genommen. Ab 1928 war das Unternehmen nicht mehr zahlungsfähig und das Sägewerk wurde geschlossen. Es wurde 1930 kurzzeitig wiederbelebt, aber Ende der 1930er Jahre wurde die Siedlung weitgehend abgerissen. Die Schienen wurden 1939 abgebaut.

### Betrieb

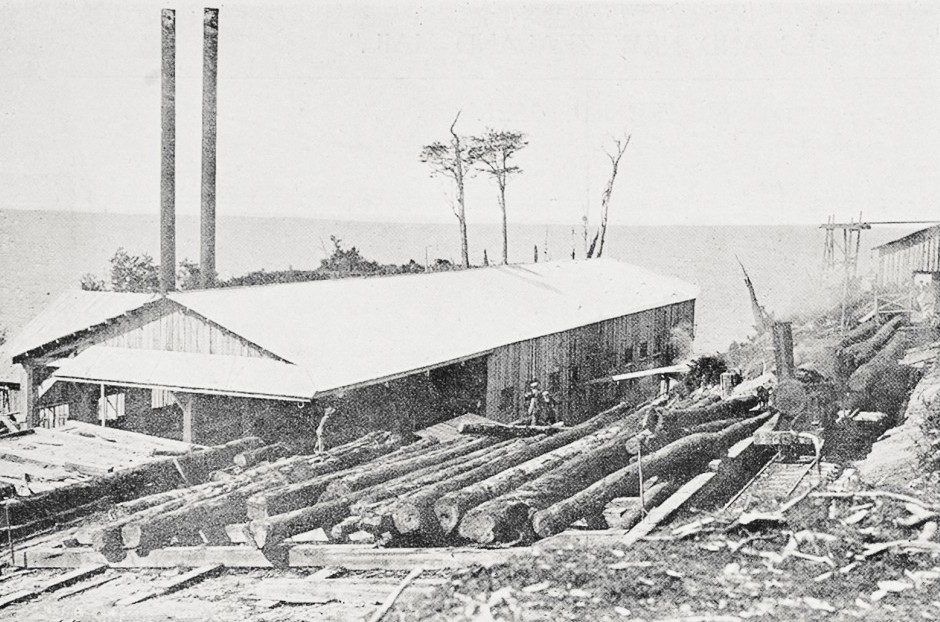
Dampflok am Sägewerk

Die nahegelegenen Waldgebiete auf Maori-Land gehörten zu den wichtigsten Standortvorteilen, da durch Verhandlungen mit deren eingeborenen Besitzern die Beschränkungen des Staatswaldes umgangen werden konnten. Das Maori-Land, auf dessen Bäume es die Marlborough Timber Company (MTC) abgesehen hatte, war aufgrund des South Island Landless Natives Act 1906 den Maori zugeteilt worden, die allerdings wenig Aussicht darauf hatten, damit ihren Lebensunterhalt zu verdienen. Die meisten Maori waren daher bereit, die Rodungsrechte für 4000 Acres abzutreten. Nur die Eigentümer von zwei Abschnitten zwischen Mussel Beach und dem Wairaurāhiri River lehnten es ab, die Rodungsrechte an den Sägewerksbetrieb zu verkaufen. Das Forstministerium forderte, dass der Preis, der den Maori-Eigentümern gezahlt wurde, dem üblichen Satz für staatliche Forstlizenzen entsprechen sollte, nicht nur um die Interessen dieser Eigentümer zu schützen, sondern auch um sicherzustellen, dass der Wert des umliegenden Staatsforst nicht in Mitleidenschaft gezogen werde.

## Schließung

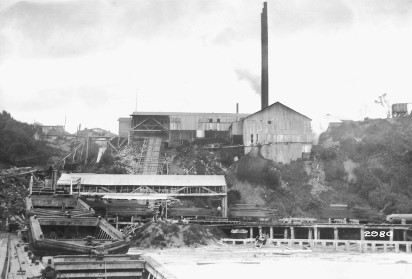
Der Hafen und das Sägewerk von Port Craig, 1927

Der Wald war weniger ertragreich als erwartet, die amerikanische Dampf-Seilwinde war für den neuseeländischen Busch überdimensioniert und die Verschiffung aufwendig, weil der Hafen hinter der neu errichteten Mole schnell verlandete. Durch den unvorhergesehenen Rückgang der Holznachfrage sanken die Holzpreise, so dass der Betrieb unrentabel wurde, und die hohen Kapital-Investitionen sich im Nachhinein nicht gelohnt haben.
Ende 1928 entschieden sich die Direktoren des Unternehmens schließlich, zurückzutreten, und der Betrieb wurde sofort mit minimaler Vorankündigung geschlossen. Kurz darauf gründete Sims Cooper, der erheblich in den Betrieb investiert hatte, die Holdings Limited, um die liquidierten Vermögenswerte von MTC zu übernehmen. Holdings Limited beschäftigte einige Mitarbeiter, um die Vermögenswerte vor Ort zu schützen, und konnte die ursprünglich von der MTC abgeschlossenen Rodungs- und Bahnbetriebslizenzen übernehmen, in der Hoffnung, dass sie den Betrieb wieder aufnehmen und einen Teil der Investitionen abdecken könnte. In den Monaten zuvor hatte das MTC ein neues Lizenzgebiet im Staatswald nördlich des Maori-Lands beim Percy-Burn-Viadukt beantragt, als offensichtlich wurde, dass es unmöglich war das Kapital für einen Brückenbau am Wairaurāhiri River aufzubringen, so dass dies war die letzte Möglichkeit war, neuen Wald zu erhalten. Holdings Limited übernahm auch die Lizenzen für dieses Gebiet und erhielt sie von 1928 bis 1941 aufrecht. 1930 kam es zu einer kurzen Wiederbelebung des Sägewerkbetriebes, doch war dieser unter anderem wegen der Auswirkungen der Weltwirtschaftskrise auf die Holzpreise zum Scheitern verurteilt. 1938 wurde ein Team entsandt, um so viel wie möglich zu bergen und den Rest abzureißen. Daraufhin lehnte das Forstamt 1941 den letzten Lizenzverlängerungsangtrag ab, so dass die Lizenzrechte erloschen.

## Lokomotiven

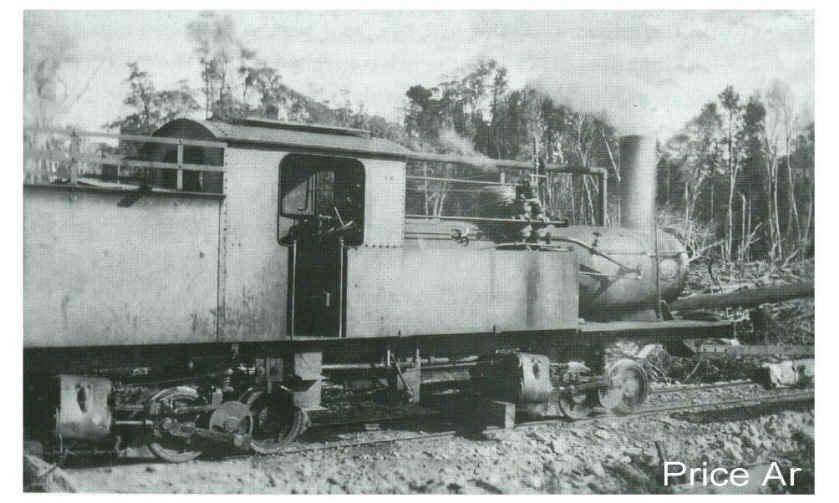
Die Lokomotive Ar Nr. 115 von A. & G. Price
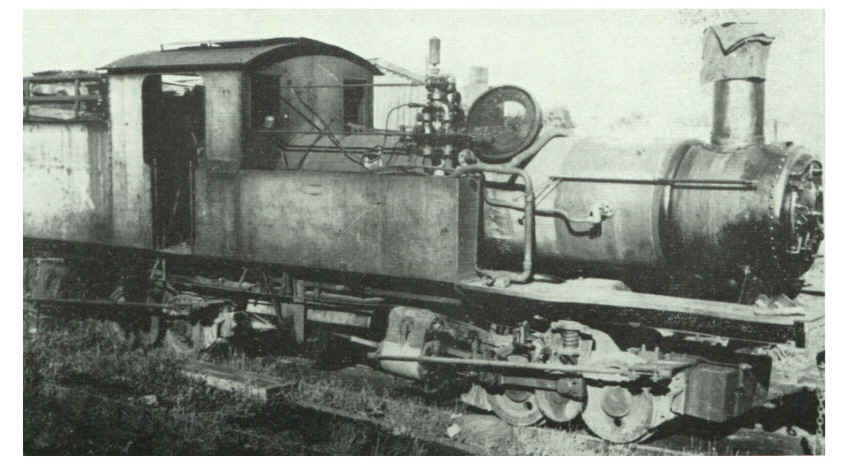
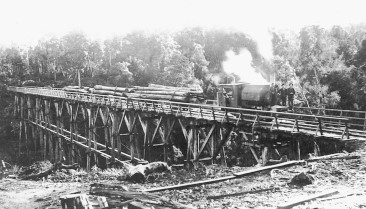
Die Satteltanklokomotive Nr. 28 auf dem Percy-Burn-Viadukt
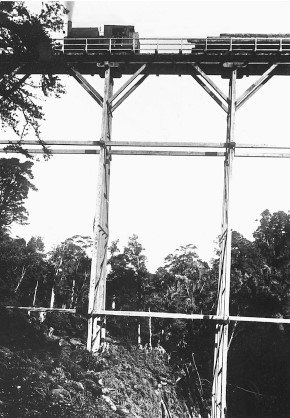

Die Bahnstrecke wurde ab 1919 mit Dampflokomotiven betrieben.
Die Lokomotive Ar Nr. 115 von A. & G. Price wurde von der Marlborough Timber Co. in Port Price von 1926 bis 1931 eingesetzt. Sie war vom Typ Meyer mit der Achsfolge 0-4-0+0-4-0. Es war die größte und schwerste von Price gebaute Lokomotive.
Außerdem wurde die kleinere Satteltanklokomotive Nr. 28 eingesetzt. Sie war eine Davenport mit der Werksnummer 1862 von 1921. Ihre PWD-Nummer beim Department of Public Works war 528. Sie wurde 1935 an Bruce Bay Timber verkauft.

## Wanderwege

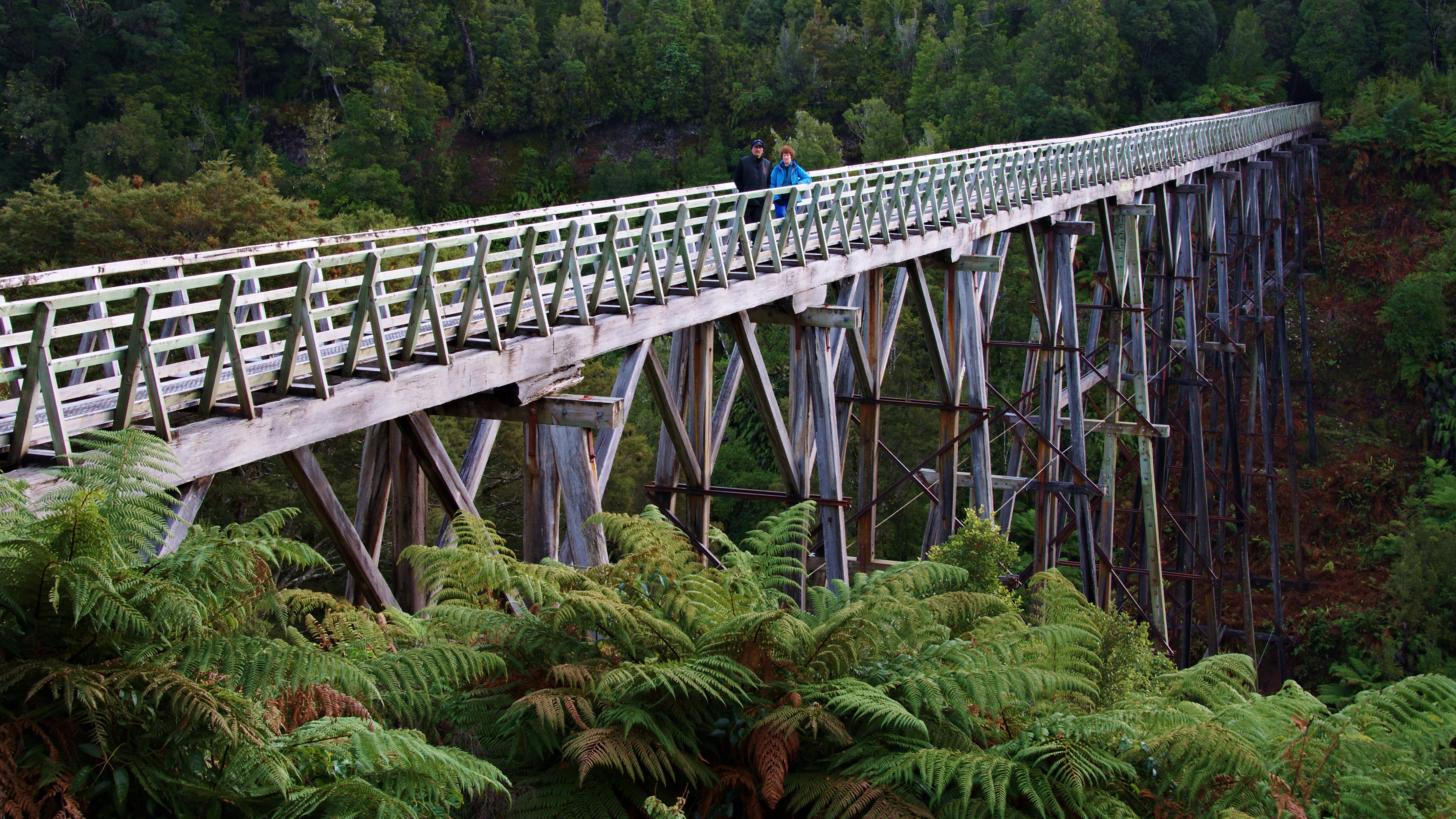
Percy-Burn-Viadukt

Teile des Right-of-Way der Trasse wurden 2009 als Hump Ridge Track und South Coast Track wieder zugänglich gemacht. Die ehemalige Schule dient seitdem als Übernachtungshütte.